# Вышка (Нижегородская область)
Вышка — деревня в Дальнеконстантиновском районе Нижегородской области. Входит в состав Нижегородского сельсовета.

## География
Деревня находится в центральной части Нижегородской области, в зоне хвойно-широколиственных лесов, при автодороге Р22Н, на расстоянии приблизительно в 18 км от абочего посёлка Дальнего Константинова, административного центра района. и в 43 км от Нижнего Новгорода, областного центра

### Климат
Климат характеризуется как умеренно континентальный, с коротким умеренно тёплым летом и холодной продолжительной зимой. Среднегодовая температура — 3,6 °C. Средняя температура воздуха самого тёплого месяца (июля) — 19 °C (абсолютный максимум — 37 °C); самого холодного (января) — −12 °C (абсолютный минимум — −42 °C). Продолжительность безморозного периода составляет 142 дня. Среднегодовое количество атмосферных осадков составляет 550—600 мм, из которых две трети выпадает в тёплый период. Устойчивый снежный покров устанавливается в третьей декаде ноября и держится около 140—145 дней.

## История
В «Списке населенных мест» Нижегородской губернии по данным за 1859 год значится как владельческая деревня при речке Майданке в 43 верстах от Нижнего Новгорода.

## Население
| 2002 | 2010 |
| ---- | ---- |
| 63   | ↘47  |

### Историческая численность населения
По данным за 1859 год в деревне насчитывалось 53 двора и проживал 381 человек (164 мужчины и 217 женщин).

### Национальный состав
Согласно результатам переписи 2002 года, в национальной структуре населения русские составляли 100 % из 63 человек.
По данным за 1859 год в национальном составе населения преобладали терюхане.

## Инфраструктура
Личное подсобное хозяйство с зоной сельскохозяйственного использования, индивидуальная застройка усадебного типа.

## Транспорт
Деревня доступна автотранспортом. Автобусное сообщение с райцентром. Остановка общественного транспорта «Вышка».